# Vietnam (documentaire)
 (juin 2018).
Vietnam est une série télévisée américaine de documentaires en dix parties (durée totale : 17h15) sur la guerre du Viêt Nam, écrite par Geoffrey C. Ward et mise en scène par Ken Burns et Lynn Novick. Le premier épisode a été créé sur PBS le 17 septembre 2017. Le scénario est de Geoffrey C. Ward, et la série est racontée par Peter Coyote.

## Production
La série a coûté environ 30 millions de dollars et a pris plus de 10 ans à faire. Il a été produit par Ken Burns et Lynn Novick, qui avaient déjà collaboré à The War (2007), Baseball: The Dixing Inning (2010) et Prohibition (2011). Les sociétés de production étaient WETA-TV à Washington, D.C., et Burns 'Florentine Films.
La série présente des entretiens avec 79 témoins, y compris de nombreux Américains qui ont combattu dans la guerre ou s'y sont opposés, ainsi que des combattants vietnamiens et des civils du Nord et du Sud. Burns a délibérément évité les « historiens ou d'autres experts » et « des entrevues à l'écran avec des noms polarisés en caractères gras comme John Kerry, John McCain, Henry Kissinger et Jane Fonda ». Au lieu de cela, les interviews avaient pour but de fournir une vue d'ensemble de la guerre du point de vue des gens ordinaires qui l'ont vécue. Le troisième épisode présente une interview du journaliste à la retraite de l'UPI, Joseph L. Galloway, qui a reçu une étoile de bronze avec un dispositif en « V » pour aider les blessés de la bataille d'Ia Drang. D'autres interviewés incluent Vincent Okamoto, et Tim O'Brien, auteur de The Things They Carried une collection populaire d'histoires courtes liées à la guerre.
Les chercheurs du film ont également consulté plus de 24 000 photographies et examiné 1 500 heures de séquences d'archives. Dans la série de 17 heures et quart, il y a des scènes couvrant 25 batailles, dont dix sont des scènes détaillées documentant et décrivant l'action à partir de perspectives multiples.

## Épisodes originaux

### Liste
| Épisode | Titre                                             | Durée    | Date de diffusion |
| ------- | ------------------------------------------------- | -------- | ----------------- |
| 1       | Déjà Vu (1858 - 1961)                             | 85 min.  | 17 septembre 2017 |
| 2       | Riding the Tiger (1961 - 1963)                    | 86 min.  | 18 septembre 2017 |
| 3       | The River Styx (janvier 1964 - décembre 1965)     | 118 min. | 19 septembre 2017 |
| 4       | Resolve (janvier 1966 - juin 1967)                | 117 min. | 20 septembre 2017 |
| 5       | This Is What We Do (juillet 1967 - décembre 1967) | 88 min.  | 21 septembre 2017 |
| 6       | Things Fall Apart (janvier 1968 - juillet 1968)   | 88 min.  | 24 septembre 2017 |
| 7       | The Veneer of Civilization (juin 1968 - mai 1969) | 111 min. | 25 septembre 2017 |
| 8       | The History of the World (avril 1969 - mai 1970)  | 112 min. | 26 septembre 2017 |
| 9       | A Disrespectful Loyalty (mai 1970 - mars 1973)    | 112 min. | 27 septembre 2017 |
| 10      | The Weight of Memory (après mars 1973)            | 111 min. | 28 septembre 2017 |

## Épisodes français
Arte produit en 2019 une version de 9 épisodes, chacun d'une durée de 50 à 55 minutes, et reprenant la structure chronologique de la version américaine, à l'exception du 4e épisode qui regroupe les 4e et 5e épisodes initiaux (janvier 1966 à décembre 1967).

### Liste
1. Indochine, la fin (1858 - 1961)
2. Insurrection (1961 - 1963)
3. Le Bourbier (janvier 1964 - décembre 1965)
4. Le Doute (janvier 1966 - décembre 1967)
5. Révoltes (janvier - juillet 1968)
6. Fantômes (juin 1968 - mai 1969)
7. Mer de feu (avril 1969 - mai 1970)
8. Guerre civile (mai 1970 - mars 1973)
9. L'Effondrement (après 1973)

## Accueil critique
L'année de sa sortie, Variety se demande si le documentaire n'aurait pas du mieux traiter la question central de pourquoi cette guerre a eu lieu tout en soulignant l'importance des interview des différents soldats engagés dans le conflit en regrettant quelques longueurs par épisodes. The New York Times salue pour sa part la capacité du documentaire à retranscrire avec efficacité toute l'ampleur du conflit en faisant parler soldats américains et vietnamiens. The Guardian apprécie le fait que les épisodes rendent compréhensible les enjeux de ce conflits ainsi que l'horreur des combats. Télérama parle d'un documentaire juxtaposant les différents points de vue des combatants tout en rétablissant les faits historiques loin des stéréotypes du cinéma dépeignant cette guerre. Le Nouvel Obs le qualifie d'exceptionnel car il aborde cette guerre sous toutes ses facettes, racontant davantage son histoire au lieu de l'enseigner. La RTBF salue dans son ensemble le documentaire. Les Inrockuptibles le définit comme une fresque documentaire de toutes les mémoires.
En 2019, Le Monde affirme qu'il s'agit d'une fresque monumentale, additionnant plusieurs témoignages contemporain illustrant la réalité de la guerre.